# Belgrad-Nikola Teslas flygplats
Belgrad-Nikola Teslas flygplats (serbiska: Аеродром Никола Тесла Београд, Aerodrom Nikola Tesla Beograd, tidigare Aerodrom Surčin), är Belgrads internationella flygplats, uppkallad efter den serbiske uppfinnaren Nikola Tesla.
Flygplatsen ligger 18 kilometer väster om Belgrads centrum och hade cirka 3,36 miljoner resenärer året 2012.  Antalet flygplansrörelser 2012 var 44 990.

## Destinationer
| Flygbolag                                         | Destinationer | Terminal |
| ------------------------------------------------- | --- | -------- |
| Aegean Airlines                                   | Athens | 2        |
| Aeroflot                                          | Moscow–Sheremetyevo | 2        |
| Air Cairo                                         | Hurghada | 1        |
| Air Serbia                                        | Abu Dhabi, Amsterdam, Athens, Banja Luka, Beirut, Berlin–Tegel, Brussels, Bucharest, Copenhagen, Düsseldorf, Frankfurt, Hamburg, Istanbul–Atatürk, Kiev-Boryspil, Ljubljana, London–Heathrow, Milan–Malpensa, Moscow–Sheremetyevo, New York–JFK, Paris–Charles de Gaulle, Podgorica, Prague, Rome–Fiumicino, Saint Petersburg, Sarajevo, Skopje, Sofia, Stockholm–Arlanda, Stuttgart, Tel Aviv–Ben Gurion, Thessaloniki, Tirana, Tivat, Vienna, Warsaw–Chopin, Zagreb, Zürich Seasonal: Dubrovnik, Larnaca, Malta, Ohrid, Pula, Split, Varna | 2        |
| Alitalia                                          | Rome–Fiumicino | 2        |
| Austrian Airlines                                 | Vienna | 2        |
| Belavia                                           | Budapest, Minsk | 2        |
| Croatia Airlines                                  | Seasonal: Split | 2        |
| easyJet Switzerland                               | Geneva | 1        |
| Ellinair                                          | Seasonal: Heraklion | 2        |
| Etihad Airways                                    | Abu Dhabi | 2        |
| flydubai                                          | Dubai–International | 2        |
| Germanwings                                       | Seasonal: Stuttgart | 1        |
| LOT Polish Airlines                               | Warsaw–Chopin | 2        |
| Lufthansa                                         | Frankfurt | 2        |
| Lufthansa Regional operated by Lufthansa CityLine | Munich | 2        |
| Montenegro Airlines                               | Podgorica, Tivat | 2        |
| Norwegian Air Shuttle                             | Oslo–Gardermoen, Stockholm–Arlanda | 2        |
| Pegasus Airlines                                  | Istanbul–Sabiha Gökçen | 1        |
| Qatar Airways                                     | Doha | 2        |
| Swiss International Air Lines                     | Zürich | 2        |
| TAROM                                             | Bucharest | 2        |
| Tunisair                                          | Tunis | 2        |
| Turkish Airlines                                  | Istanbul–Atatürk | 2        |
| Ural Airlines                                     | Moscow–Domodedovo | 2        |
| Vueling                                           | Seasonal: Barcelona | 1        |
| Wizz Air                                          | Basel/Mulhouse/Freiburg, Beauvais, Dortmund, Eindhoven, Gothenburg–Landvetter, Karlsruhe/Baden-Baden, Larnaca, London–Luton, Malmö, Memmingen, Stockholm–Skavsta | 1        |